# Le Maître chat ou le Chat botté
Vous lisez un « article de qualité » labellisé en 2010.
« Le Chat botté » redirige ici. Pour les autres significations, voir Le Chat botté (homonymie).
Le Maître chat ou le Chat botté (en italien : Il gatto maestro o il gatto con gli stivali ; en allemand : Der Meisterkater oder der Kater in Stiefeln, ou Der gestiefelte Kater ; en anglais : The Master Cat, or the Booted Cat ou Puss in Boots ; en espagnol : Maese Gato o el gato con botas) est un conte franco-italien en prose racontant l'histoire d'un chat qui utilise la ruse et la tricherie pour offrir le pouvoir, la fortune et la main d'une princesse à son maître mal-né et sans-le-sou. L'auteur italien Giovanni Francesco Straparola semble avoir transcrit la plus ancienne version connue de cette histoire dans son livre Les Nuits facétieuses. La version classique de ce conte est écrite à la fin du XVIIe siècle par Charles Perrault (1628-1703). Elle provient d'un manuscrit illustré, intitulé Les Contes de ma mère l'Oye et daté de 1695, soit deux ans avant la publication du recueil de huit contes de Perrault Histoires ou contes du temps passé, avec des moralités par Barbin en 1697. Le Chat botté connaît instantanément le succès et reste populaire de nos jours, malgré une morale ambiguë.
Il existe de très nombreuses analyses et études, fondées sur ses personnages et ses thèmes, concernant la symbolique et la morale de ce conte. Le Maître chat ou le Chat botté peut être vu comme un récit initiatique au travers du combat contre l'ogre par exemple, ou un reflet des mœurs de l'époque de Perrault (investiture royale, rôle de la bourgeoisie, droit d'aînesse…) tout comme une histoire immorale faisant l'apologie de la ruse et de la tricherie sur le travail honnête. On y retrouve aussi de très vieux thèmes populaires liés à des motifs indo-européens et au culte des animaux attesté un peu partout dans le monde, sous le vernis de l'influence culturelle française à la fin du Grand Siècle.
Le Chat botté connaît une diffusion fulgurante et mondiale, au point d'inspirer des dessinateurs, compositeurs, chorégraphes, et de nombreux autres artistes. Ce Chat apparaît notamment dans le troisième acte « pas de caractère » du ballet La Belle au bois dormant de Tchaïkovski. Jusqu'à l'époque moderne, ses adaptations sont multiples, depuis le théâtre jusqu'aux films et aux romans ou à la bande dessinée, en passant par les parodies, comme l'atteste le personnage du Chat potté.

## Résumé
À son décès, un vieux meunier laisse à ses trois fils l'intégralité de ses biens. L'aîné hérite du moulin, le cadet de l'âne, et le benjamin du chat. Sans un sou en poche et ne sachant que faire d'un tel cadeau, ce dernier songe à le manger mais le Chat s'avère doué de parole. Contre un sac et une paire de bottes, et avec beaucoup de ruse, l'animal est désormais déterminé à faire la fortune de son maître. Dans ce but, le Chat capture un lapin dans la forêt et l'offre au roi comme un cadeau de son maître, le « marquis de Carabas ». Il apporte ainsi régulièrement du gibier au roi, pendant plusieurs mois.
Un jour, sachant que le roi et sa fille voyagent le long de la rivière, le Chat persuade son maître de retirer ses vêtements et d'entrer dans la rivière. Il cache les habits de son maître derrière un rocher, puis appelle à l'aide. Lorsque le roi arrive, le Chat explique que son maître, le « marquis de Carabas » s'est fait dépouiller de ses habits alors qu'il se baignait dans la rivière. Le roi offre de riches vêtements au jeune homme et l'invite à s'asseoir dans son carrosse aux côtés de sa fille qui tombe instantanément amoureuse de lui.
Le Chat court en précédant le carrosse et ordonne aux gens qu'il rencontre tout au long de la route de dire au roi que cette terre appartient au marquis de Carabas. Il entre ensuite dans un château habité par un ogre qui est capable de se transformer en un grand nombre de créatures. L'ogre le reçoit aussi civilement qu'il le peut, et se transforme en lion pour prouver ses capacités, effrayant ainsi le Chat botté. Ce dernier lui demande alors s'il est capable de se changer en souris. Lorsque l'ogre s'exécute, le Chat botté lui saute dessus et le dévore. Le roi arrive au château qui appartenait à l'ogre, et, impressionné par les biens du « marquis de Carabas », offre la main de sa fille au petit meunier. Peu après, le Chat devient grand seigneur, et ne court plus après les souris que pour se divertir.
Le conte est suivi de deux morales :   
« L’industrie et le savoir-faire valent mieux que des biens acquis. »
« C’est que l’habit, la mine et la jeunesse, pour inspirer de la tendresse, n’en sont pas des moyens toujours indifférents. »

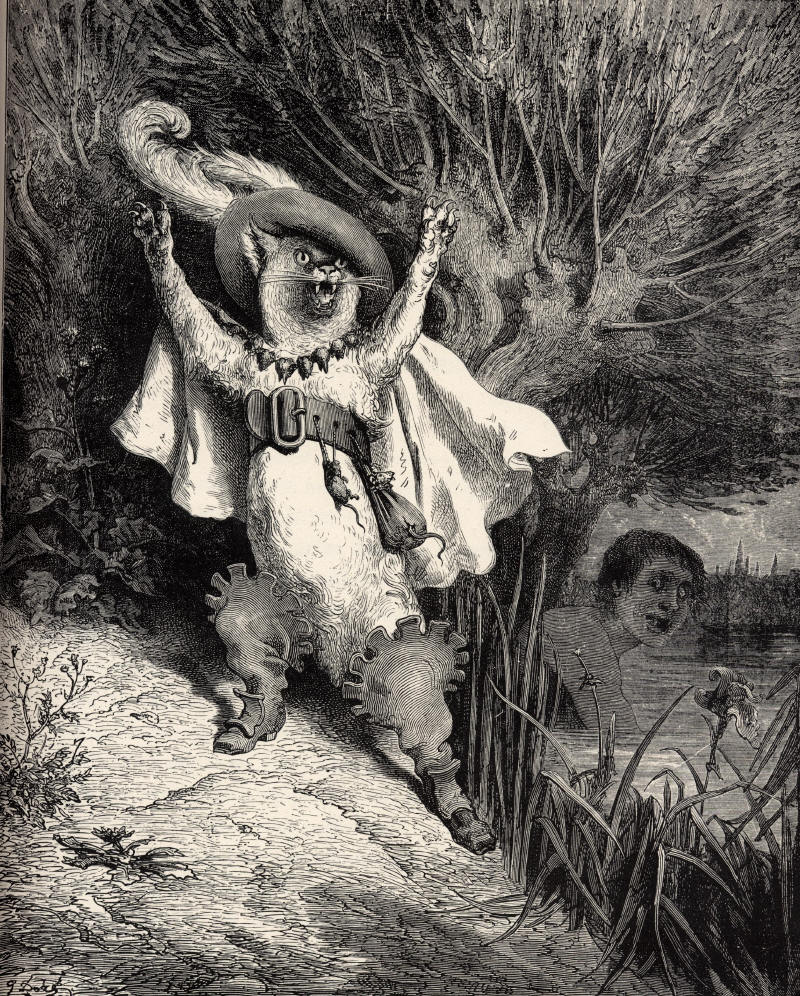
« Au secours, au secours, voilà Monsieur le marquis de Carabas qui se noie. »
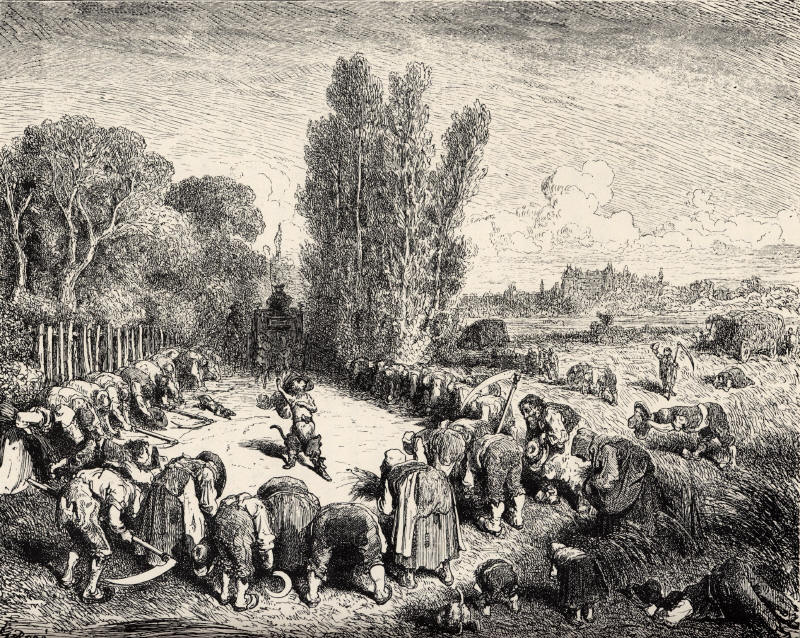
« Bonnes gens qui fauchez, si vous ne dites au roi que le pré que vous fauchez appartient à monsieur le marquis de Carabas, vous serez tous hachés menu comme chair à pâté. »
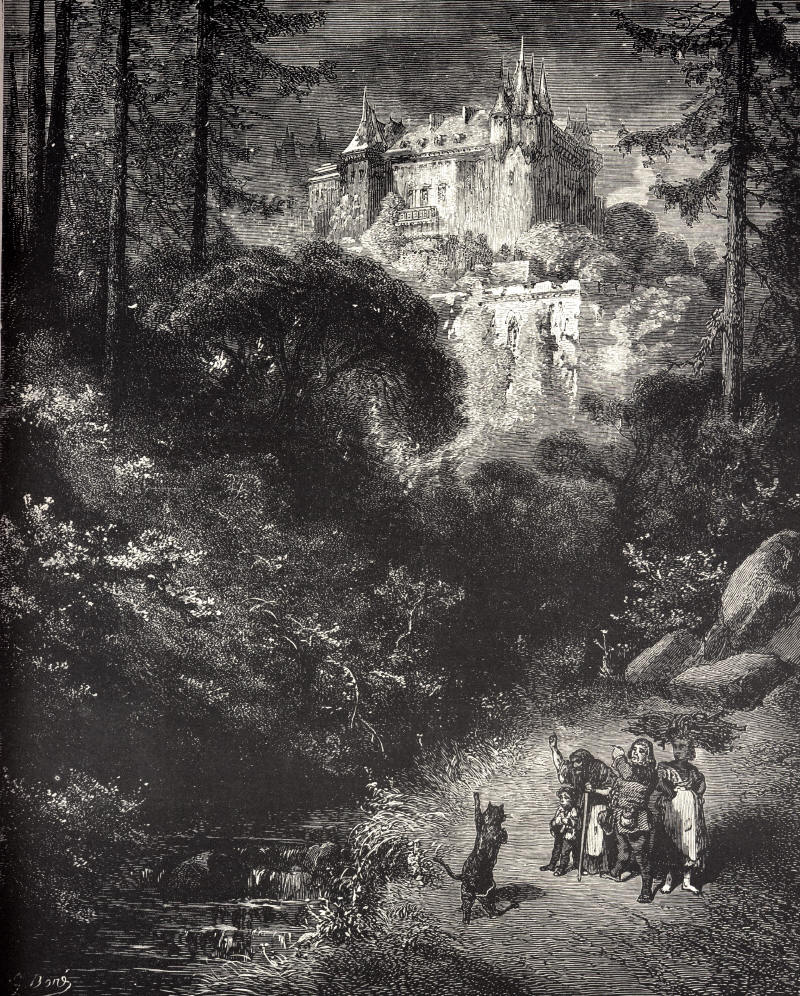
« Le chat, qui eut soin de s'informer de qui était cet Ogre. »
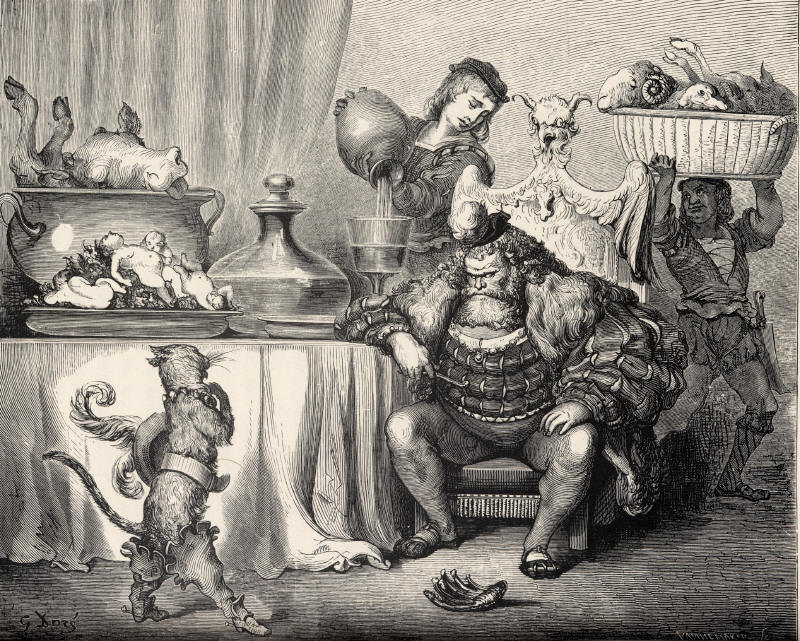
« L'Ogre le reçut aussi civilement que le peut un Ogre. »

## Conception de l'œuvre

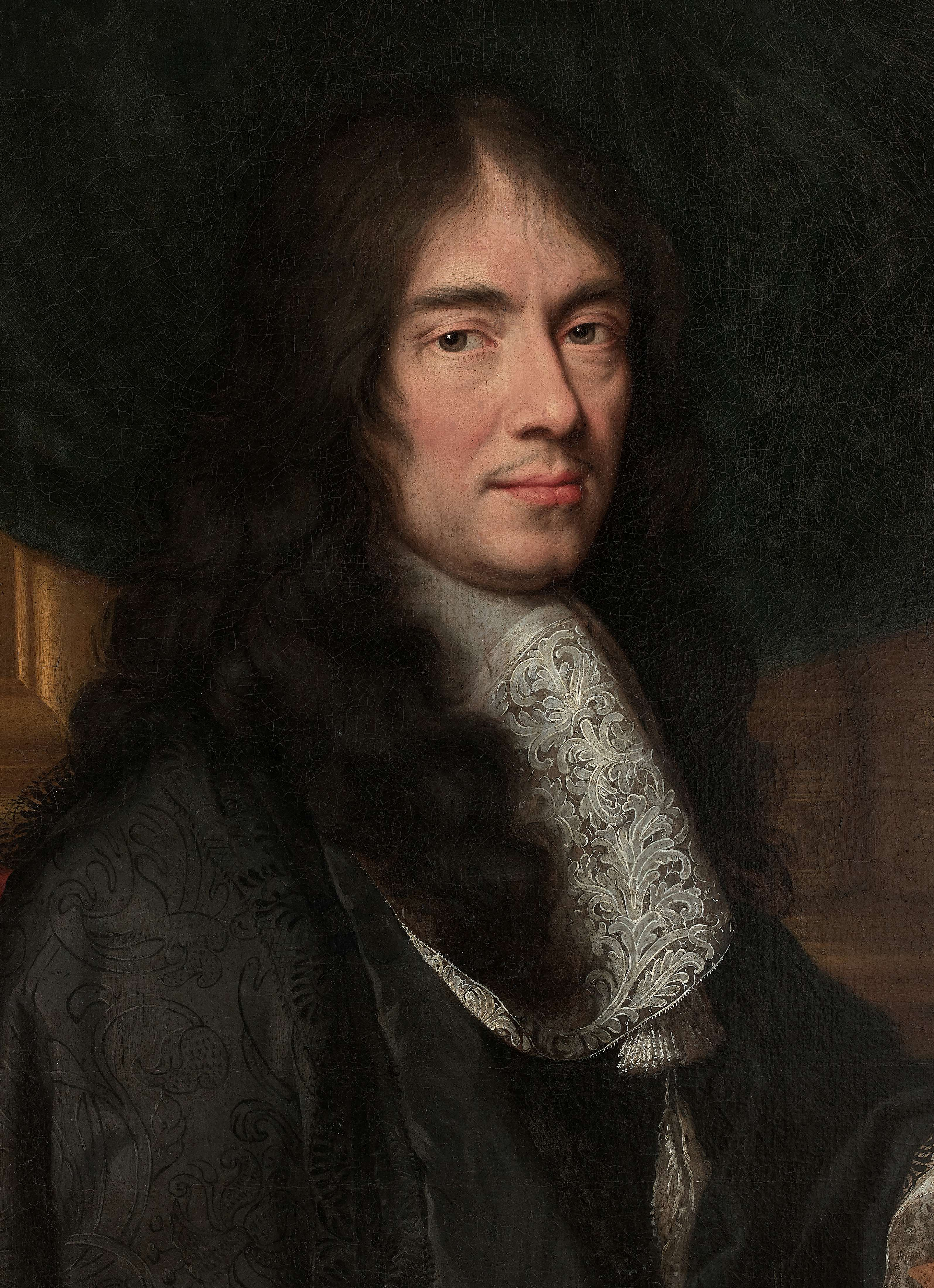
Portrait de Charles Perrault.

### Antériorité

#### En Inde
Charles Perrault n'est pas l’inventeur de la figure du chat farceur et malicieux (appelé en anglais trickster), puisque plusieurs siècles avant la publication des contes de Perrault, le brahmane cachemire Somadeva a collecté un vaste recueil de contes de fée indiens, le Kathâsaritsâgara (littéralement L'Océan des rivières des contes) qui contient de nombreux personnages et objets de contes de fée comme des épées invincibles, des navires qui régénèrent leur cargaison et des animaux serviables. Dans le Pañchatantra, un recueil de contes sanskrits du Ve siècle, une histoire décrit un chat qui tente de faire fortune au palais royal.

#### En Italie
En 1553, La Chatte de Constantin le fortuné (Costantino Fortunato), un conte similaire au Chat botté, est publié à Venise dans Les Nuits facétieuses (Le Piacevole notti) de Giovanni Francesco Straparola,. Toutefois, dans le conte de Straparola, le pauvre fils du meunier est fils d'une veuve de Bohême, le chat est une fée déguisée en chatte, la princesse s'appelle Elisetta et le château n'appartient pas à un ogre mais à un seigneur récemment décédé. Le garçon pauvre devient finalement le roi de Bohême. Une édition française du recueil est publiée en 1560. Il se pourrait que ce conte soit d'origine orale, car de nombreuses versions orales ont été retranscrites.
En 1634, un autre conte avec un chat trickster comme héros est publié dans le Pentamerone de Giambattista Basile : Gagliuso. Ni le recueil, ni le conte n'ont été publiés en France du vivant de Charles Perrault. Dans la version de Basile, le garçon pauvre est un mendiant du nom de Gagliuso (ou Cagliuso) dont la richesse est assurée d'une manière similaire à l'histoire du Chat botté. Cependant, le conte se termine différemment : pour montrer sa gratitude, Gagliuso promet au chat qu'il l'enterrera dans un cercueil d'or. Trois jours après, le chat teste son maître en prétendant être décédé et il est horrifié lorsqu'il entend Gagliuso demander à sa femme d'attraper le cadavre par les pattes pour le jeter par la fenêtre. Le chat bondit, s'exclame que c'est là sa récompense pour avoir aidé un mendiant à devenir riche, puis s'enfuit en laissant son maître se débrouiller tout seul.
Les ressemblances avec le Chat botté sont frappantes et une théorie a voulu que Perrault se soit étroitement inspiré de Gagliuso dont il aurait supprimé la morale initiale concernant l'ingratitude du jeune mendiant, parce qu'elle est triste. Pierre Saintyves met en avant ces ressemblances et cite les auteurs qui pensent que Charles Perrault s'en est inspiré pour le Chat botté, mais ne prend pas position sur une quelconque influence. Iona et Peter Opie pensent que Perrault ne connaissait pas La Chatte de Constantin le fortuné et Gagliuso, qui ont été publiés avant le Chat botté. Thierry Delcourt, au contraire, affirme que Perrault connaissait bien les versions littéraires de ces deux contes et Armand Langlois cite La Chatte de Constantin le fortuné comme source d'inspiration de Perrault.

#### Ailleurs en Europe
D'autres contes similaires au Maître Chat sont remarqués par Charles Deulin : le conte danois le Palais aux piliers d’or, le conte norvégien Seigneur Pierre ou encore le conte breton Le Chat et sa mère mettent tous en scène des chats ou chattes aidant leur maître à obtenir la fortune. Certaines versions montrent l'ingratitude du maître envers son animal, le maître n'hésitant pas à laisser mourir l'animal ou à le laisser sans sépulture, comme dans la version de Basile.

#### Au Bhoutan
L'autrice bhoutanaise Kunzang Choden publie en 1997 un recueil de contes de son pays, traduit en français sous le titre Le singe boiteux : Contes et légendes du Bhoutan. Dans sa préface, elle déclare « Il est plus que probable que de nombreuses histoires ressemblent à d'autres cornes du monde entier. En fait, dans certains cas, la ressemblance est frappante, comme entre l'histoire du « Singe boiteux » et le conte universellement connu « Le Chat botté ». Considérant cette correspondance entre deux pays aux cultures si différentes que sont le Bhoutan et l'Allemagne, il n'est évidemment pas surprenant de découvrir des histoires semblables dans la tradition d'autres pays, à fortiori dans les régions mitoyennes que sont le Tibet, l'Inde ou le Népal. En fait, il est difficile de connaître l'origine géographique réelle de chaque histoire parce qu'elles ont été transformées par l'ajout de nombreuses caractéristiques locales là où elles ont été racontées, si bien qu'elles sont devenues totalement ou partiellement, mais définitivement uniques dans leur région particulière ».
Dans le conte, un jeune homme voit ses récoltes ruinées par des singes. De rage, il en attrape un qui, en échange de sa liberté, lui promet de l'aider à devenir riche. La suite est similaire à celle du Chat botté, à quelques variantes près. Le singe fait passer l'homme pour le roi de Bakho. Au lieu d'affronter un ogre, il se rend au palais du roi des sinepo (nom donné à des esprits se nourrissant de la chair des vivants, qui furent exilés par Padmasambhava dans le monde de sinepoïyul). Il lui fait croire que le roi de Chine lui déclare la guerre et qu'il devra se réfugier avec sa cour dans des abris en paille pour se protéger des boulets de canon. Une fois qu'ils sont dedans, il y met le feu pour les réduire en cendre. Après que le jeune homme soit marié et devenu roi, le singe lui sert de conseiller ; mais celui-ci a l'impression avec le temps d'être de plus en plus méprisé. Il fait donc semblant de mourir en badigeonnant sa bouche de kapé (farine grillée) et s'allongeant sous un arbre. Quand le roi découvre sa fausse dépouille, il demande dédaigneusement à son serviteur de la jeter dans la rivière. Écumant de rage, l'animal menace alors son maître de révéler à tout le monde la vérité : celui-ci implore son pardon et lui promet de mieux le traiter à l'avenir. Des années plus tard, l'animal réitère son stratagème, mais cette fois le roi est réellement affecté par sa prétendue mort ; malheureusement, la trop grande quantité de kapé dont il avait enduit sa bouche l'étouffe et il meurt pour de bon.

### Publications

#### Histoires ou contes du temps passé

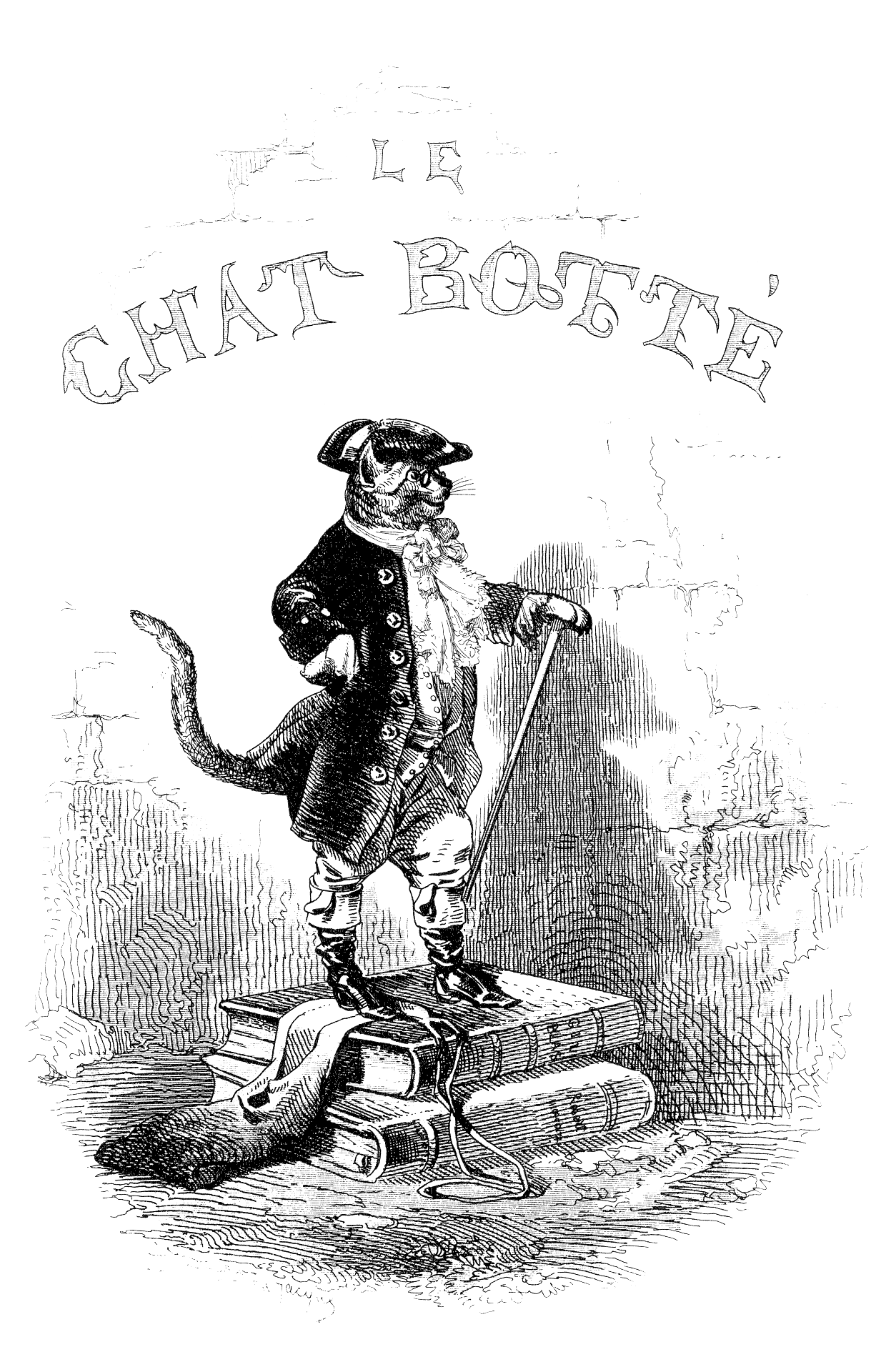
Couverture des Contes du temps passé, édition L. Curmer de 1843.

Charles Perrault a écrit les Histoires ou contes du temps passé dont fait partie Le Maistre Chat, ou le Chat Botté à l'époque où il était membre de l'Académie française et de la cour de Louis XIV. La première version de ce conte figure dans un manuscrit richement relié, illustré et calligraphié, qui circulait dans les salons lettrés parisiens et à la cour de Versailles en 1695. Il fut offert à mademoiselle Élisabeth-Charlotte d'Orléans, la petite-nièce de Louis XIV, et contenait cinq contes, La Belle au bois dormant, Le Petit Chaperon rouge, La Barbe bleue et Les Fées aux côtés du Chat botté. En raison de l'existence de la dédicace signée « P. Darmancour », la paternité des Histoires ou contes du temps passé — et donc de Le Maistre Chat, ou le Chat Botté — est parfois attribuée à Pierre Darmancour, le fils de Charles Perrault.
Le Maistre Chat, ou le Chat Botté est publié pour la première fois par Barbin en janvier 1697, dans le recueil Histoires ou contes du temps passé auquel furent ajoutés trois contes : Cendrillon ou la petite pantoufle de verre, Riquet à la houppe et Le Petit Poucet. Cette version est légèrement différente du manuscrit original, puisque Charles Perrault y développe le style, insère des annotations, des moralités, et ajoute une information qui ne figurait pas dans le manuscrit : il qualifie le Chat de « drôle » (garçon), en faisant de facto un animal anthropomorphe.
Le livre rencontre immédiatement le succès.

#### Traductions
En 1729, la première traduction en anglais de Robert Samber The Master Cat, or Puss in Boots est publiée à Londres par J. Pote et R. Montagu dans le recueil Histories, or Tales of Past Times, By M. Perrault. La traduction de Samber est décrite comme « fidèle et juste, amenant de façon attrayante la concision, l'entrain et le ton gentiment ironique de la prose de Perrault, qui imite l'approche directe de la narration orale dans une élégante simplicité, ». La publicité de l'époque vante un livre « très amusant et instructif pour les enfants ». Le Chat botté est également traduit en allemand, puisqu'en 1812, les frères Grimm insèrent une version du conte dans leur recueil Kinder- und Hausmärchen. D'après les notes des frères Grimm, ils auraient eu connaissance de ce conte par l'intermédiaire de Jeanette Hassenpflug qui était la fille de migrants Huguenots.

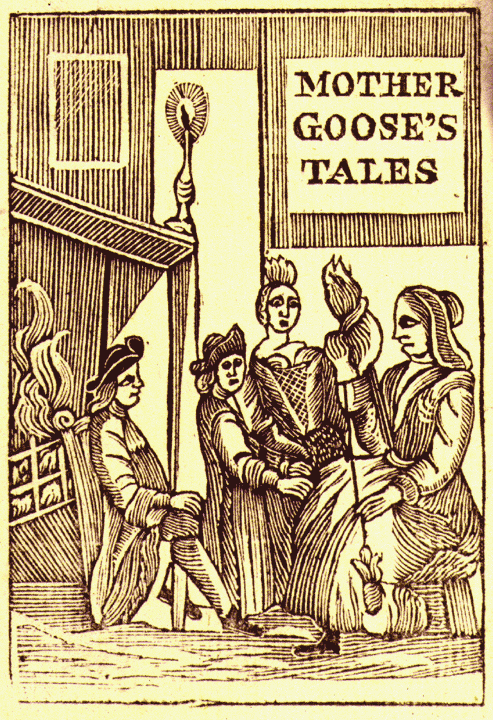
Édition anglaise d'Histoires ou contes du temps passé avec le frontispice et sa pancarte traduite : Mother Goose's tales (Les Contes de ma mère Loye), en 1763.
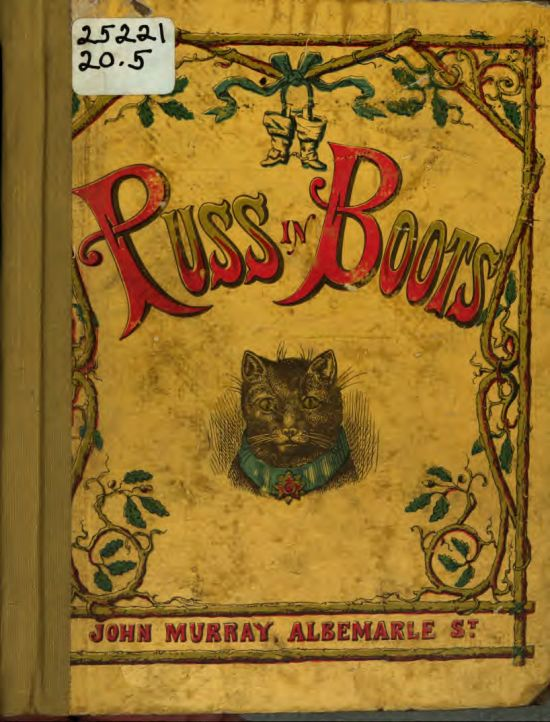
Illustration d'une édition anglaise du Chat botté par Otto Speckter.
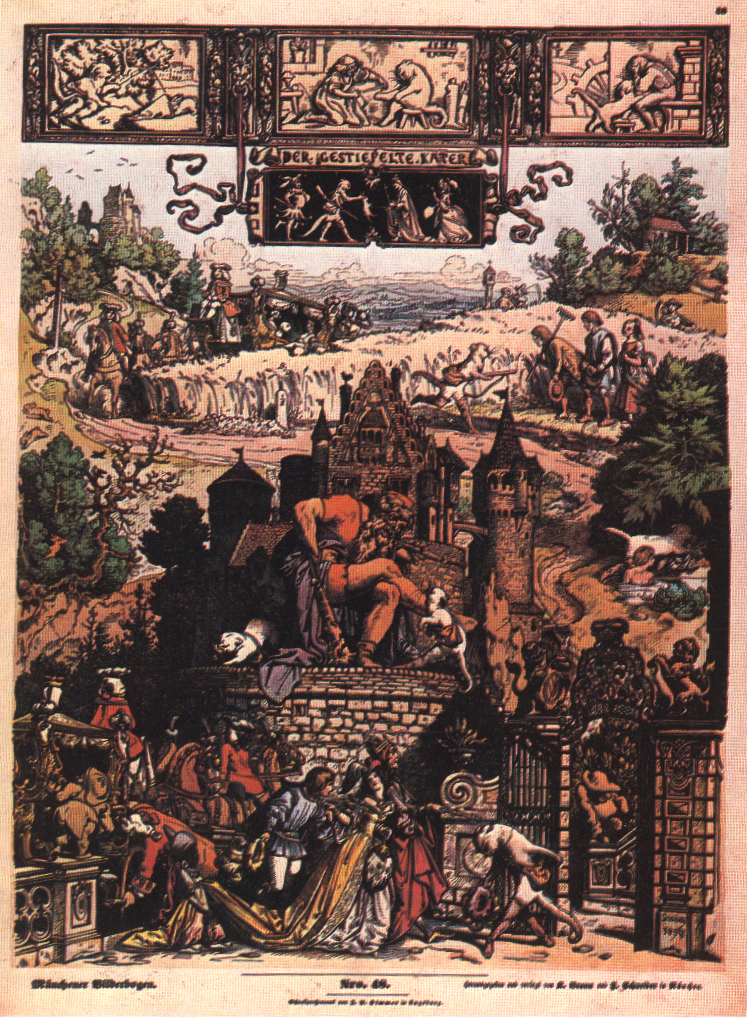
Illustration allemande de Der gestiefelte Kater (Le Chat botté) réalisée par Moritz Von Schwind en 1849.

#### Illustrations

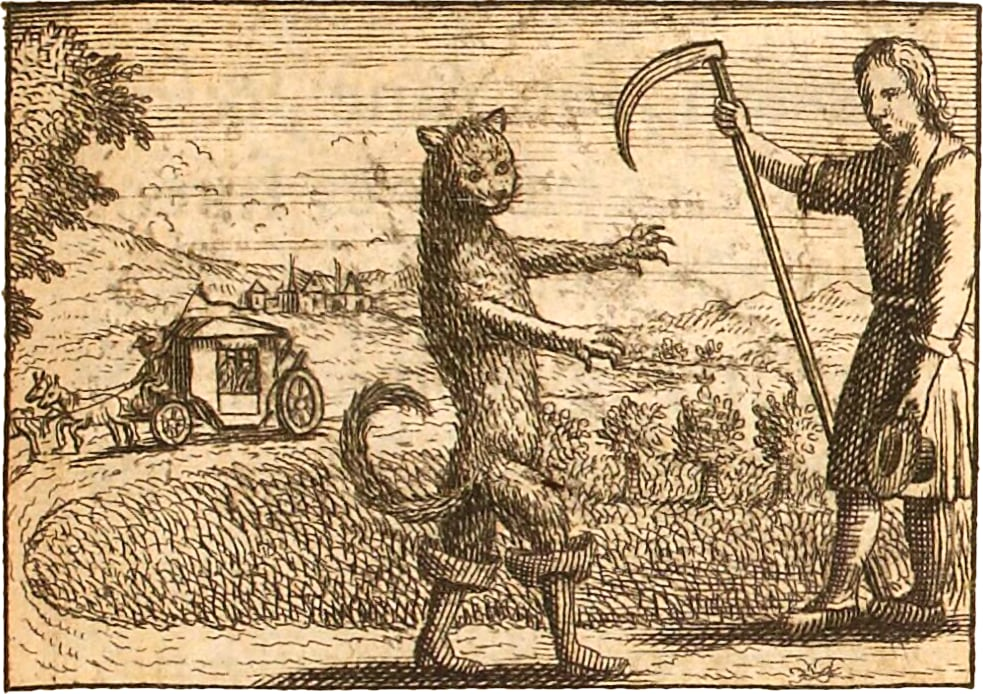
Gravure d'Antoine Clouzier pour les Histoires ou Contes du temps passé de Charles Perrault, édition Barbin 1697, Paris.

La première illustration du Chat botté sur le manuscrit de 1695 est réalisée à l'encre et coloriée à la gouache, elle représente le Chat qui menace les paysans en se dressant, les pattes en avant, pour leur dire : « Bonnes gens qui fauchez, si vous ne dites au roi que le pré que vous fauchez appartient à monsieur le marquis de Carabas, vous serez tous hachés menu comme chair à pâté. » Le Chat paraît, de plus, aussi grand que le paysan auquel il s'adresse. Selon l'étude de Marc Soriano, cette image met en avant son humanité et son agressivité, et a joué un grand rôle dans la perception du conte jusqu'à nos jours. On ignore qui est l'auteur du dessin, ce pourrait être Perrault, ou alors, il a fait réaliser ce dessin sous ses directives,.
Le graveur Antoine Clouzier reprend la même image pour la première édition du conte en 1697. La diffusion de cette image est impressionnante, puisque toutes les éditions du conte depuis 1697 la réemploient, et ce dans l'Europe entière. Les graveurs anglais ont même ajouté des griffes au Chat, ce qui accentue l'impression de menace.
Le frontispice de la première édition dépeint une vieille femme contant des histoires à un groupe de trois enfants sous une pancarte titrée « Contes de ma mère Loye ». Le frontispice anglais est similaire à la version originale ; la pancarte est cependant traduite.

### Diffusion

#### Un conte à succès

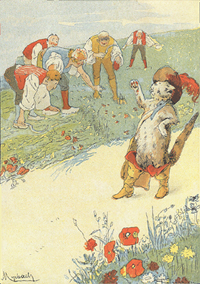
Illustration française du Chat botté réalisée en 1885.

Le Maître chat ou le Chat botté est le conte le plus populaire du folklore occidental mettant en scène un animal comme donateur,. Le Chat botté est devenu l'un de ces contes qui se lisent traditionnellement aux enfants le soir avant de dormir, et a connu une diffusion mondiale. Il a supplanté avec succès ses prédécesseurs créés par Straparola et Basile et le conte a altéré la forme des contes oraux mettant en scène des chats tricksters qui existaient encore.
Le recueil publié en 1697 rencontra un si grand succès qu'il fut plagié en Hollande par l’éditeur Moetjens, et connut au moins trois rééditions du vivant de Perrault. Le Chat botté est réédité dans la littérature de colportage du XVIIIe siècle, puis par le Cabinet des fées en 1785. Selon Charles Deulin dans Les Contes de ma mère l’Oye avant Perrault, le talent de Charles Perrault a été ignoré jusqu'au début du XIXe siècle par la littérature française ; ce n'est qu'à partir de cette époque que ce conte obtint un succès fulgurant, en particulier à la suite de la loi Guizot sur l’instruction primaire en 1833, et grâce aux romantiques qui découvrent les frères Grimm et célèbrent le talent de Perrault. Les premières collections de livres pour la jeunesse apparaissent également à cette époque. Les rééditions de ce conte en langue française sont donc multiples, jusqu'à l'époque moderne.

#### Contenu éducatif

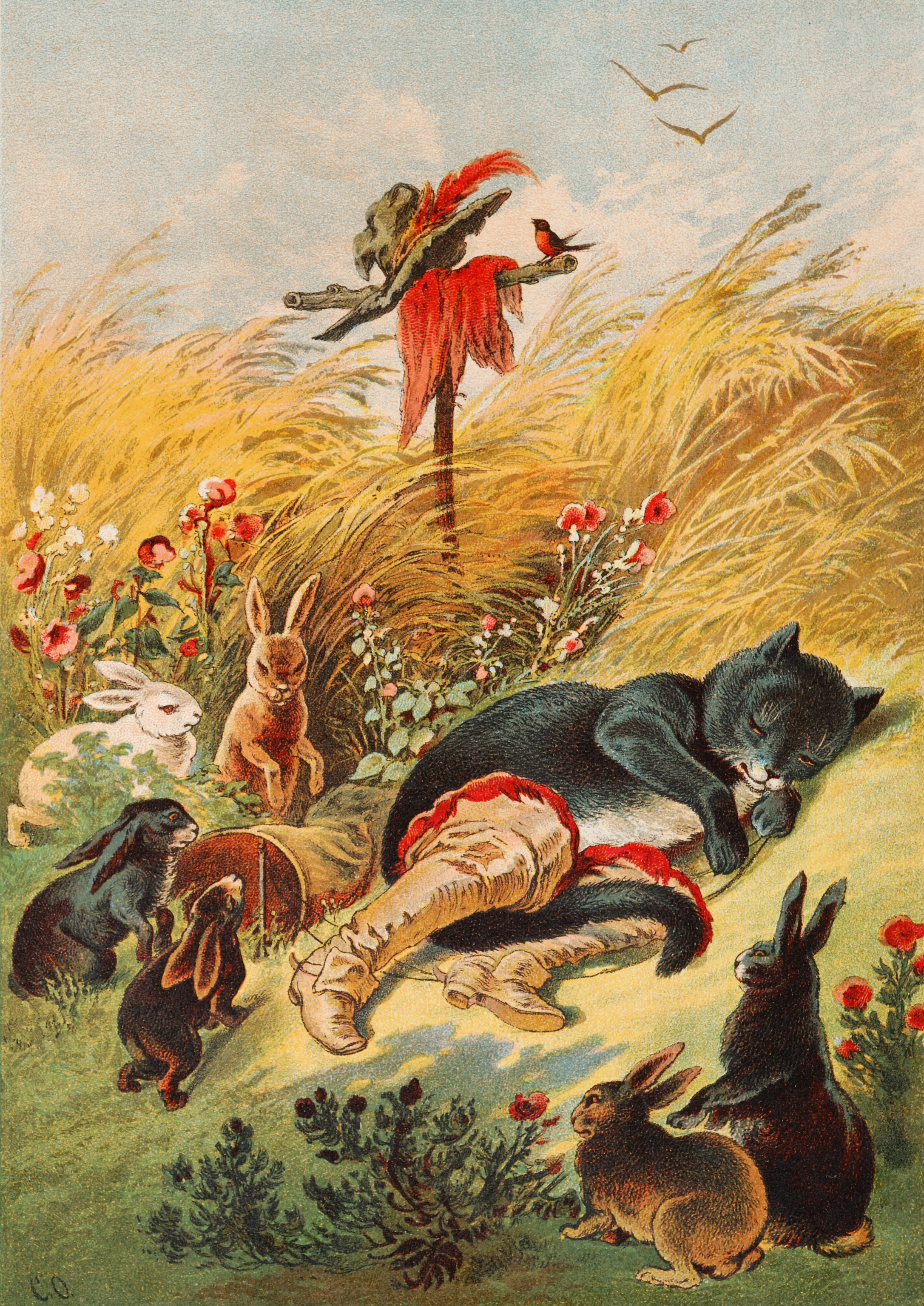
Le Chat ruse en faisant le mort pour attraper du gibier sur cette illustration de Carl Offterdinger.

Selon Bruno Bettelheim, « Plus un personnage de conte de fée est simple et franc, plus il sera aisé pour un enfant de s'identifier à lui et de rejeter le méchant personnage. » Si le personnage est une personne très gentille, alors l'enfant voudra probablement devenir le gentil. Les contes amoraux comme Le Chat botté ne polarisent ou ne juxtaposent pas les gentils et les méchants parce qu'ils construisent un personnage qui ne choisit pas entre le bien et le mal, mais donne à l'enfant l'espoir que le plus humble peut survivre. La morale n'est pas l'intérêt principal de ce type de conte, mais il donne l'assurance qu'on peut survivre et réussir sa vie. Les attentes des jeunes enfants peuvent se montrer déçues. Cependant, les contes de fées permettent aux plus petites réussites (comme devenir l'ami d'un animal) d'acquérir grande dignité et ces événements ordinaires peuvent conduire à de plus grands bénéfices à long terme. Ils peuvent aussi permettre à l'enfant de croire que ses petites réussites sont importantes bien que non reconnues sur le moment.
Les folkloristes Iona et Peter Opie observent que « le conte est inhabituel parce que le héros ne mérite pas sa bonne fortune, comme si sa pauvreté, le fait d'être le troisième enfant, et son acceptation sans poser de question des instructions malhonnêtes du chat n'étaient plus vues comme des vertus de nos jours. » Si La Belle au bois dormant ou Le Petit Poucet offrent à l'enfant une riche matière pour surmonter obstacles et conflits, le Chat botté est quant à lui un récit dont la morale est ambiguë, laissant entendre que la ruse paie plus rapidement et plus sûrement que le labeur ou le talent. Le chat devrait être acclamé comme le prince des bonimenteurs, comme peu d'escrocs l'ont été avant ou après lui.
Dans un aparté[pas clair], Maria Tatar suggère aussi que ce qu'il y a à retenir du conte est « le respect qu'il peut inspirer pour ces créatures domestiques qui chassent les souris et guettent leur maître ». Dans Fairy Tales and the Art of Subversion, Jack Zipes note que « Perrault recherchait à décrire les types idéaux pour renforcer les standards du processus de civilisation de la haute société française. »
George Cruikshank, illustrateur renommé des romans de Charles Dickens, a été choqué que les parents autorisent leurs enfants à lire Le Chat botté et a déclaré que « le conte est une succession de mensonges réussis et une leçon ingénieuse pour inventer un système basé sur l'imposture récompensé par les meilleurs avantages. »

#### Influences postérieures
Le conte du Chat botté a durablement marqué la culture populaire, mais aussi nombre de personnes célèbres : ainsi, une biographie de Mozart rapporte qu'il travaillait de nombreuses heures en buvant du punch et que, pour le tenir éveillé, sa femme lui lisait « Le Chat botté et autres contes à dormir debout. » Une anecdote populaire sur la jeunesse de Napoléon Ier veut que, alors qu'il était enfant, il endossa un uniforme et se chaussa de bottes beaucoup trop grandes pour lui, le faisant paraître ridicule. Une jeune fille nommée Cécile, alors âgée de douze ou treize ans, le qualifia de « Chat botté », provoquant l'hilarité générale et la colère du futur empereur des Français. Le Chat botté est d'ailleurs le titre d'un roman racontant l'ascension de Napoléon.

## Structure narrative

### Analyse littéraire
Pour les folkloristes Iona et Peter Opie, tandis que le style littéraire employé est universellement reconnu, de nombreux passages du conte semblent être transposés à l'écrit tels que l'auteur les aurait entendus. Cette supposition s'appuie d'abord sur la simplicité des contes, ensuite sur le vocabulaire employé, qui, au temps de Perrault, était considéré comme « populaire » et « du bas peuple », et pour finir dans l'existence de passages vestigiaux (comme celui des bottes) qui n'améliorent pas le récit. Selon eux, un artiste littéraire aurait supprimé ces passages lors de la création de son œuvre.
Une analyse littéraire du conte montre que le discours direct y est légèrement plus fréquent que le discours indirect. Perrault met en avant certains personnages et limite le discours direct aux personnages principaux. Les dialogues qui lui paraissent peu importants pour l'intrigue sont à la forme indirecte, par exemple quand le Chat botté s’entretient avec les gardes du roi pour pouvoir lui parler : « Tout glorieux de sa proye, il s'en alla chez le Roy & demanda à luy parler. On le fit monter à l'Appartement de sa Majesté, où estant entré il fit une grande reverence au Roy, & luy dit, voylà […] ». Inversement, les frères Grimm emploient le discours direct « […] ensuite il mit le sac sur son épaule et se rendit directement au château du Roi. Le garde s’écria : « Halte ! Où vas-tu » — « Chez le Roi, » répondit le chat sans détours. — « Es-tu fou, un chat chez le Roi ? » — « Laisse-le seulement y aller, dit un autre, le Roi a souvent l’ennui, peut-être que le chat avec ses ronflements et ses ronronnements lui fera plaisir. » Lorsque le chat arriva devant le Roi, il fit une révérence et dit : […],. » Le dialogue des frères Grimm donne de l'oralité et de la vie au récit, et le situe davantage dans le domaine du merveilleux. De même, le passage des faucheurs et des moissonneurs est traité différemment par Perrault et par Grimm : le premier évite les répétitions en disant que « le Chat qui alloit devant le Carosse, disoit toûjours la même chose à tous ceux qu'il rencontroit » tandis que le second utilise bien davantage l'effet de répétition. Il semblerait que cette forme littéraire des contes de Perrault soit le reflet des pratiques littéraires de son époque, où la nouvelle était populaire et la présence du narrateur très prononcée. À l'inverse, les frères Grimm travaillaient sur l'oralité.

### Classification Aarne-Thompson
Selon la classification Aarne-Thompson, les thèmes de ce conte sont largement répandus dans de nombreuses régions du monde présentant le même conte-type. Il porte le numéro 545 (thème du chat serviable) et le passage du Chat dévorant l'Ogre serait dû au mélange de deux autres thèmes : dans le conte-type 325, Le Magicien et son élève, l'élève magicien mange son maître changé en graine, lui-même étant sous la forme d'un renard. Dans le conte-type 331, Le Diable dans une bouteille, le héros met son adversaire au défi de rapetisser,.

## Les personnages
Le conte présente cinq personnages principaux : le fils du meunier (ou marquis de Carabas), le Chat, l'ogre, le roi et sa fille.

### Le fils du meunier ou le marquis de Carabas

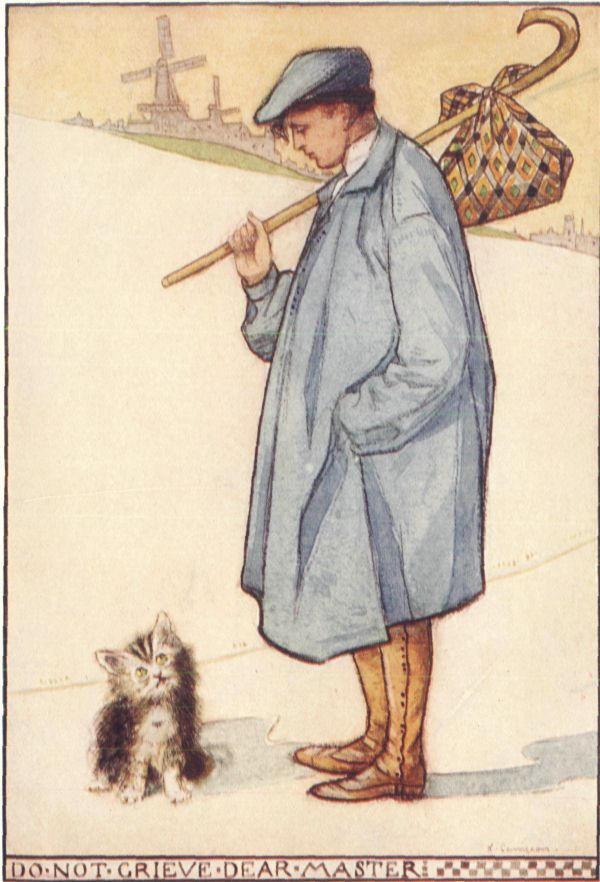
« Ne vous inquiétez pas, cher maître », illustration du fils du meunier dans le Chat botté extraite de Childhood's Favorites and Fairy Stories, collectif.

Le fils du meunier, qui obtient au fil du récit le titre de « marquis de Carabas », est le dernier-né d'une famille de trois enfants. Cette particularité revêt une grande importance : en effet, à l'époque de la rédaction des contes de Perrault, le droit d'aînesse faisait que l'aîné d'une famille héritait traditionnellement de tous les biens de ses parents. De ce fait, sa subsistance était assurée. Par contre, le dernier-né devait souvent faire fortune par lui-même, quitte à devenir une sorte de vagabond qui court le monde en quête de gloire et de fortune. En outre, Perrault était lui-même le cadet de cinq garçons parmi sept enfants. Le dernier-né était condamné à travailler dur pour gagner une reconnaissance et une forme de désaveu du système d'héritage se retrouve dans de nombreux contes, dont le Chat botté.
Selon Jack Zipes dans une étude croisée sur l'ensemble des contes de Perrault, les héros de cet écrivain ne sont pas particulièrement beaux mais actifs, courageux, ambitieux, adroits, et ils utilisent leur esprit, leur intelligence et leur grande politesse pour gravir les échelons sociaux et parvenir à leurs fins. Ici, c'est le Chat qui possède toutes ces caractéristiques et l'homme qui profite de ses talents et de sa ruse. Au contraire des contes traitant des femmes soumises attendant le mariage telles la princesse du Chat botté, ceux qui sont centrés sur un homme suggèrent que la réussite et l'obtention d'un certain statut social sont plus importants que le mariage pour les hommes. Les vertus des héros de Perrault reflètent la vision de la bourgeoisie à la cour de Louis XIV, et celle de Perrault qui était un domestique ayant réussi.
« Marquis de Carabas » est un titre de noblesse usurpé dont le nom exotique est inventé par le Chat botté pour son maître. En faisant passer son maître miséreux pour un marquis, le Chat espère attirer sur lui l’attention et les faveurs du roi. L'origine de ce nom qui sonne à l'orientale n'est pas clairement établie.

### Le Chat
Pour Armand Langlois, le personnage central du conte n'est pas le Chat botté mais le fils du meunier. L'animal symboliserait l'enfant libre, double merveilleux de l'enfant, il aide le héros en contrepartie de sa vie sauve.

#### Le roi des bonimenteurs

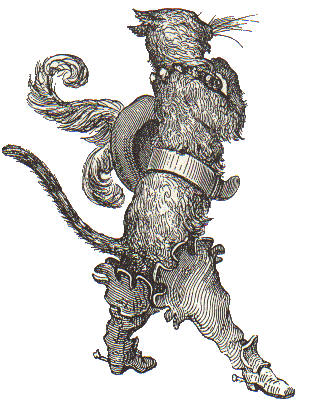
Le Chat vu par Gustave Doré.

Le Chat est le seul héritage d'un jeune homme pauvre. Il n'hésite pas à mentir au roi, à manipuler l'ogre et à corrompre les paysans pour faciliter l'ascension sociale de son jeune maître, afin de pouvoir lui-même vivre oisivement par la suite. Maria Tatar remarque qu'il n'y a pas grand chose à admirer chez le Chat botté qui menace, triche, trompe, et vole pour aider son maître. Le Chat est vu comme un virtuose de la langue, une créature passée maître dans l'art de la persuasion et de la rhétorique pour obtenir le pouvoir et la fortune. Le Chat joue ainsi le rôle d'un voleur expérimenté, et Perrault semble avoir été un peu gêné de cette perception du chat, ce qui l'aurait conduit à le dissocier de son maître, bien qu'au final les deux se confondent assez souvent. Le thème de l'animal ayant recours à la ruse et à la tricherie pour aider son maître se retrouve par ailleurs dans d'autres légendes, telles que celle du pfingst-quack avec sa martre.
Selon Jack Zipes, le Chat botté est l'incarnation du secrétaire éduqué de la bourgeoisie servant son maître avec dévotion et diligence. Le Chat fait preuve d'une politesse et de manières suffisantes pour impressionner le roi, possède l'intelligence pour défaire l'ogre et le talent pour arranger un mariage royal en faveur de son maître mal-né. La carrière du Chat botté est couronnée par son titre de « grand seigneur » et le conte se termine par une double morale : l'une vantant l'importance du travail et du savoir-faire, l'autre de l'importance de l'apparence et de la jeunesse pour conquérir une princesse. Jacques Collin de Plancy voit également dans le Chat un habile courtisan et politique.

#### Un chat «magique»
Même si aucun pacte diabolique n'est scellé, le Chat peut être considéré comme un chat d'argent (appelé aussi le matagot dans la tradition provençale), c'est-à-dire selon la légende un chat généralement diabolique, lié à la sorcellerie, et qui apporte des louis d'or. Seul héritage du cadet d'une fratrie de trois enfants, le Chat botté apporte en effet gloire et richesse à son maître.
La sorcellerie est par ailleurs bien présente dans ce conte où le Chat se révèle quelque peu magicien. Une théorie voudrait qu'il soit un thérianthrope ou un sorcier capable de se changer en chat. Son combat contre l'ogre rappelle un duel de magiciens et la symbolique du chat en fait souvent un animal associé à la magie et au passage entre deux mondes.
Collin de Plancy suppose que le Chat botté « date de l'époque où les bêtes parlaient », car le maître du Chat n'est pas du tout surpris d'entendre celui-ci commencer son petit discours.

#### Un animal-totem
Pierre Saintyves va plus loin et pense que le conte se reporte au temps des cultes d'animaux et au concept d'animal-totem. Jacques Barchilon et Henry Pettit notent dans l'introduction de The Authentic Mother Goose: Fairy Tales and Nursery Rhymes que le thème principal du Chat botté est celui du donateur et que « le conte porte les mémoires ataviques de l'animal totem familial en tant que protecteur paternel de la tribu, qui se retrouvent en anthropologie et dans les missions. »
Cependant, à l'époque où le conte du Chat botté est écrit par Perrault, le chat est largement considéré comme un animal malfaisant, compagnon des sorcières et incarnation du Diable en Europe occidentale. Pierre Saintyves se demande si l'on doit admettre « que le chat fut jadis considéré en Europe comme un animal gardien, ou tout au moins comme un être sacré ». Le culte du chat est attesté en Égypte antique, mais cet animal domestiqué a gagné assez tardivement les foyers d'Europe occidentale. Plus étonnant, ces chats domestiques seraient descendants du chat ganté, qui est un chat « botté », précisément honoré par les anciens Égyptiens.
Le Chat botté pourrait aussi être un souvenir de l'animal qui incarnait « l'esprit du grain », chat, renard, chacal, chien ou cervidé, qui était parfois traditionnellement sacrifié à la fin des moissons. Ces festivités ont été étudiées par Arnold van Gennep et James George Frazer : la dernière gerbe moissonnée est réunie en bouquet et se voit donner un nom d'animal. Cette forme de respect pour le chat se retrouve principalement en Angleterre, où il était considéré comme le protecteur des moissons, chassant les souris, les rats et les lapins ennemis du paysan. Les traités animaliers rappellent ce rôle du chat depuis le XVIIe siècle.

### L'Ogre

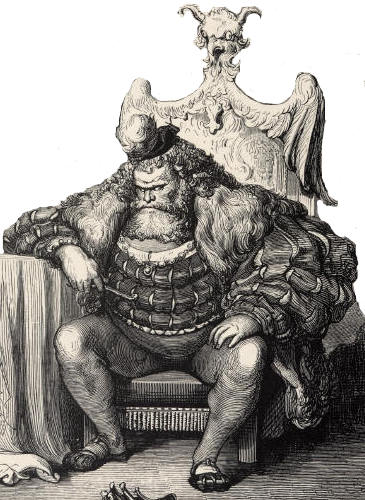
L'Ogre vu par Gustave Doré.

L'Ogre occupe une position sociale très élevée et possède d'innombrables richesses. De plus, il a aussi le pouvoir de se transformer, « tel Protée ». Le personnage de l'Ogre est récurrent dans les contes, tout comme celui du grand méchant loup. Allégorie des dangers auxquels doivent se frotter les hommes qui veulent réussir, il incarne le mal, la force et la gloutonnerie, mais aussi une certaine stupidité. Cette faiblesse permet aux personnages incarnant la ruse et l'intelligence, tels que le renard, le Petit Poucet ou bien sûr le Chat, de le vaincre facilement en dépit de leur infériorité corporelle évidente. Cette stupidité de l'Ogre participe à l'effet comique du conte, tant « on rit de le voir se changer en souris pour finalement être croqué par le chat. » Le nom d'« ogre » tout comme sa perception ont été largement popularisés par les contes de Perrault.

### Le roi
Le roi se fait offrir du gibier par le Chat de la part du marquis de Carabas durant plusieurs mois, puis passe un jour le long d'un lac avec un attelage, d'où il aperçoit le chat supplier de sauver le marquis qui se noie. Il recueille le jeune homme, lui offre des habits qu'il estime dignes de son rang, le laisse monter dans sa calèche avec lui et continue sa promenade où il rencontre des paysans qui lui affirment que les terres qu'il traverse appartiennent au marquis. Lorsqu'il atteint le château, l'ogre est déjà vaincu et le chat l'accueille dans « le château du marquis de Carabas ». Il offre alors la main de sa fille au fils du meunier.
Pour Bruno Bettelheim, le personnage du roi symbolise le bon père, celui qui donne pour héritage « de grands biens et une femme passive » et non pas un petit chat.

### La princesse

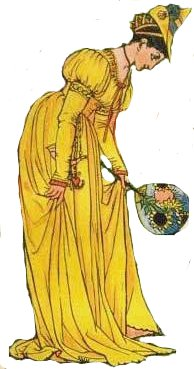
La princesse vue par Walter Crane.

La princesse n'a pas un grand rôle dans le conte, puisqu'elle est totalement passive et tombe amoureuse du fils du meunier (qui lui est présenté comme le « marquis de Carabas ») dès qu'elle le voit. Un portrait composite des héroïnes de Perrault révèle que la femme idéale de la haute société selon l'auteur est gracieuse, belle, polie, diligente, d'apparence soignée, réservée, patiente et relativement stupide, puisque pour Perrault une femme intelligente serait sinistre. De plus, l'héroïne de Perrault attend que l'« homme juste » vienne, reconnaisse ses vertus et l'épouse. Il agit, elle attend. Les héroïnes du XVIIe siècle peuvent ainsi être résumées à cette caractéristique unique : la soumission.

## Les thèmes
Les thèmes présents dans Le Chat botté semblent relever d'une vieille tradition populaire, « reflet dégradé d'une antique mentalité transformée sous la plume de Perrault », mais leurs interprétations sont multiples et leur origine peut être vue comme indo-européenne, africaine, ou même indienne.

### La confection des bottes

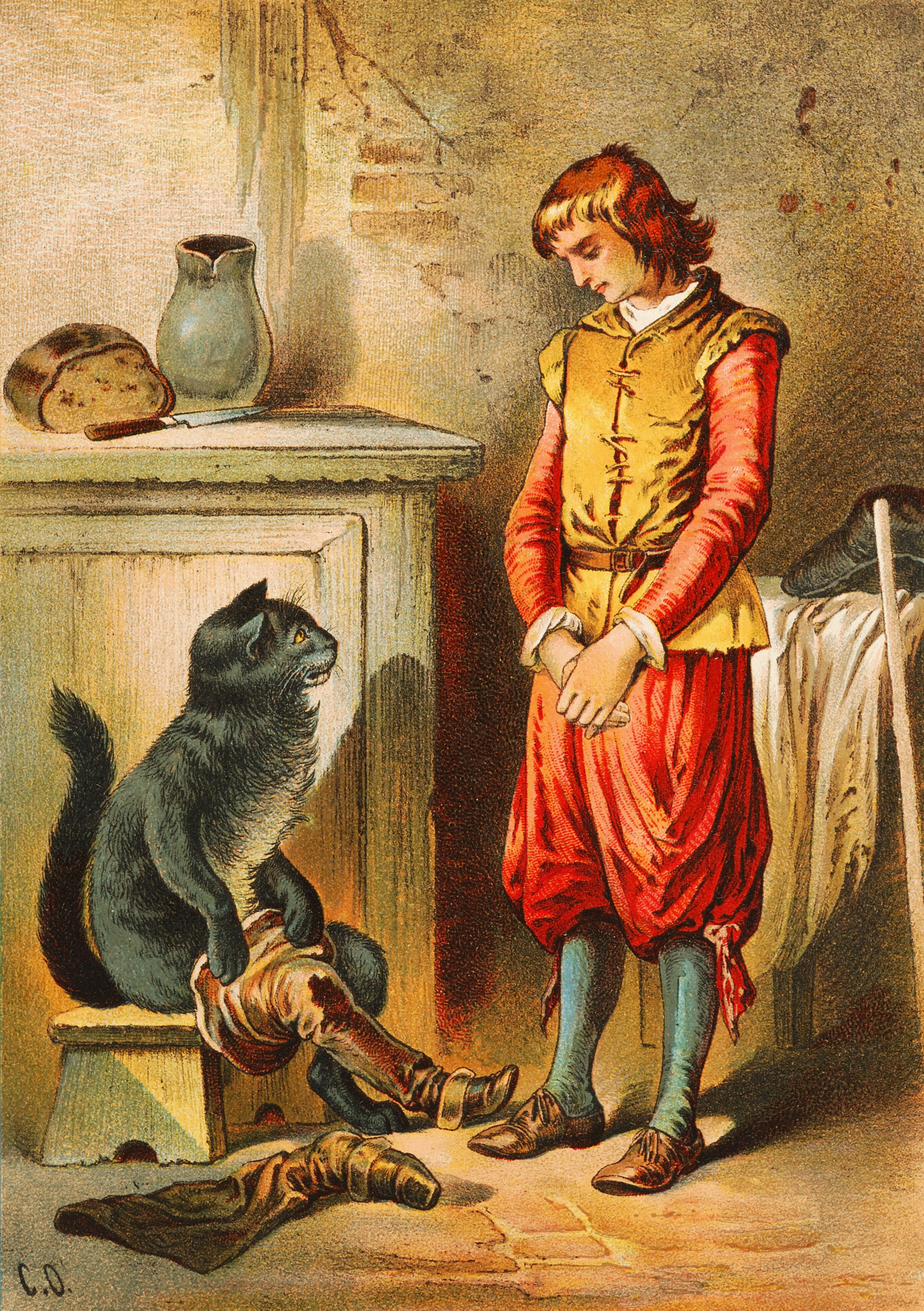
Der gestiefelte Kater. Le fils du meunier offre une paire de bottes au chat, illustration de Carl Offterdinger à la fin du XIXe siècle.

Jacques Barchilon et Henry Pettit remarquent que le conte est original de par son titre, car aucun titre avant celui de Perrault ne parlait d'un chat portant des bottes. Charles Deulin n'a trouvé que deux assertions à un chat portant des bottes dans les contes d'autres pays. Selon Iona et Peter Opie, les bottes du chat sont un passage vestigial superflu à l'intrigue, et probablement issu de la version populaire du conte. L'insistance du Chat pour porter des bottes n'est pas expliquée dans le conte, ni développée plus tard, hormis dans un unique aparté. Cependant, pour Thierry Delcourt, ces bottes sont une invention directe de Perrault. Elles ont pour fonction, tout comme les bottes de sept lieues, de « chausser le héros à la mesure de ses exploits ».
À un moment du récit, le Chat est effrayé par l'ogre qui a pris la forme d'un lion, et gagne difficilement le toit du château « à cause de ses bottes qui ne valent rien pour marcher sur les tuiles ». La mention des bottes apporte ici une touche de réalisme et de vraisemblance à un récit autrement purement merveilleux, et on retrouve la même technique dans le Petit Poucet où les bottes de sept lieues « fatiguent fort leur homme ». Une hypothèse serait que ces bottes permettent au chat de se déplacer plus rapidement. Il existe une curieuse proximité étymologique entre l'ancien nom de la botte (ocrea, qui a donné ocreis) et celui de l'ogre (ocris). Ils partagent probablement la même racine indo-européenne : oku, signifiant « rapide », d'où le rapport étroit entre l'ogre, les bottes, et la notion de rapidité. Par ailleurs, il semblerait que le conte fasse l'apologie de l'utilisation des bottes pour les longs voyages. Or, le port de bottes se rattachait à la mode gauloise, par opposition aux Romains qui se chaussaient de sandales.
Bruno Bettelheim analyse le thème des bottes différemment, pour lui, la confection des bottes revêt un symbolisme sexuel signifiant la conjuration d'une castration. Le fils benjamin du meunier est d'abord féminisé par son père qui ne lui a légué qu'un petit chat. Dès qu’il lui confectionne des bottes (dont l'interprétation serait la possibilité d'avoir des érections), il est « rassuré sur sa virilité et devient un Maître chat rephallisé ».
Le thème des chausses magiques se retrouve dans deux autres contes de Perrault : Le Petit Poucet (avec les bottes de sept lieues), et Cendrillon (avec les pantoufles de verre). On trouve ce thème dès la mythologie grecque, avec les chaussures ailées d'Hermès ou encore les sandales de Persée.

### Plongée dans le lac
Le fait que le chat demande au fils du meunier d'entrer dans l'eau a également son importance et fait l'objet de diverses analyses. Selon Bruno Bettelheim, cette plongée d'un jeune homme, nu, dans les eaux d'un lac, symboliserait une régression jusqu’au niveau utérin, dans l’eau de la mère. Seule cette plongée le rendrait capable d'affronter l'agressivité de l'Ogre, vu comme le père castrateur. Pierre Saintyves note qu'une investiture royale s'accompagne d'une ablution rituelle dans un but purificateur, et que ce motif se retrouve une fois encore dans de nombreux autres contes. De plus, l'eau a un pouvoir rénovateur, comme l'avait déjà remarqué Gaston Bachelard, d'où sans doute le conseil du Chat à son jeune maître.
Anatole France dit, non sans humour, qu'on a même pu voir dans le marquis de Carabas un mythe solaire : « ce personnage pauvre, humilié, qui croît en richesse et en puissance, c'est le soleil qui se lève dans la brume et brille par un midi pur ». De plus, il sort de l'eau pour se revêtir d'habits royaux, et ce symbole peut représenter le lever du soleil.

### Lutte contre l'ogre

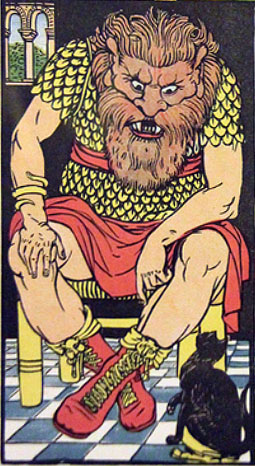
Le Chat rencontre l'ogre, illustration de Walter Crane.

Selon Thierry Delcourt, l'épisode de la métamorphose de l'ogre qui devient proie du chat grâce à sa ruse est une trouvaille de Perrault issue de contes oraux populaires tels que Le magicien et son élève ou Le Diable dans une bouteille. Ce qui n'empêche pas de trouver plusieurs points communs entre cet épisode et des motifs plus anciens, puisque Pierre Saintyves note pour origine possible de nombreux récits qui racontent le combat d'un animal incarnant les forces solaires contre un dragon. Ce thème se trouve déjà en Grèce antique, lors des Stepteria, où un jeune et bel adolescent, incarnation d'Apollon, mettait le feu à une cabane symbolisant le repaire du dragon. Il existe diverses variantes de cette lutte, notamment en Russie où un renard effraie un roi-serpent qui habite un château en lui disant que le Feu et l'Éclair vont lui rendre visite : ce dernier se réfugie dans le tronc d'un chêne que le renard enflamme, tuant ainsi le serpent. Comme dans le conte de Perrault, le dragon ou le serpent peut également être un ogre, et ce thème se retrouve dans de multiples variantes avec pour constante la victoire d'un animal solaire. En Égypte antique, c'est le chat qui vainc le serpent, incarnation du mal, tandis qu'en France ce rôle est plutôt dévolu au cerf. Le conte danois le Palais aux piliers d’or présente de nombreux parallèles avec le Chat botté : un beau château y est gardé par un troll monstrueux, sorte d'équivalent danois de l'ogre. Le troll est vaincu grâce à la ruse d'un chat qui lui dit de regarder une belle fille chevauchant dans le ciel, le troll tombe à la renverse et éclate en morceaux en voyant le soleil. Ces légendes où un animal solaire défait un monstre métamorphe pourraient aussi puiser leur origine dans une ancienne liturgie, car les rois étaient jadis souvent associés à un animal gardien, le plus souvent un animal puissant tel que le lion, l'ours ou l'éléphant.
Selon une étude du paganisme indo-européen par Jérémie Benoît fondée sur les travaux de Georges Dumézil, l'ogre du conte représente « l'un de ces esprits de la nature qu'il convient de dominer afin de prendre possession du sol, de le coloniser et d'y établir un habitat humain ». En effet, le bestiaire du folklore populaire pan indo-européen abonde de créatures telles que les dragons, les géants, les fées et les lutins, qui symbolisent des forces naturelles non maîtrisées par l'homme, lequel doit généralement les combattre, les éviter ou les amadouer afin de s'approprier leur domaine. Une telle quête ne peut toutefois être accomplie que par un guerrier exceptionnel, c'est-à-dire un héros. Dans le conte de Perrault, le héros supplante l'ogre « symbole de nature hostile et dévoreuse » par l'intermédiaire de son chat, ce qui lui permet de devenir souverain de ses terres.
Jacques Collin de Plancy pense que Perrault a pu s'inspirer des bavardages contemporains de son époque pour l'épisode de la liste des biens du marquis de Carabas, lorsque le chat rencontre les faucheurs et les laboureurs. Charles Giraud abonde dans le même sens, arguant que l'énumération des biens du marquis rappelle irrésistiblement les échanges entre madame de Sévigné et madame de Louvois devisant de leurs biens respectifs. Toutefois, ce genre d'énumération était depuis longtemps fréquent dans les contes populaires. Il rapporte également que certains doctes ont vu dans la prise du château de l'ogre une référence à « l'indélicatesse de Françoise d'Aubigné qui s'empara des biens d'un protestant banni à la fin du XVIIe siècle », le Chat serait alors une projection de cette femme.

### Investiture royale

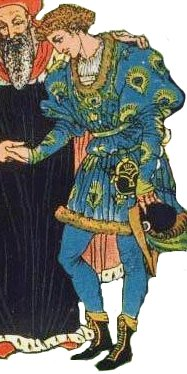
Le roi fait don d'habits royaux au marquis de Carabas. Illustration de Walter Crane.

Une autre particularité du conte de Perrault réside dans le fait que le Chat et son maître peuvent prendre possession des biens de l'ogre sans crainte d'une réaction, qu'elle soit divine, légale ou politique. Pierre Saintyves l'a étudié en 1923 et y note la présence de motifs indo-européens et africains très anciens, dont celui de l'investiture royale. Ainsi, pour lui, « tout l'ensemble de ce conte nous montre l'instauration d'un roi symbolisée par la reconnaissance de sa souveraineté sur les terres, les bêtes, et les gens par la prise de possession du château royal ». En effet, le fils du meunier acquiert un nom noble « marquis de Carabas », puis des habits royaux, puis une promesse de mariage royal et, pour finir, il est couronné et prend ses fonctions de roi,. De tous temps, lorsqu'une personne accédait à cette fonction, elle changeait de nom et jusqu'à l'époque moderne, lorsqu'un roi gouverne, c'est rarement sous son vrai nom. Ce changement de nom est également lié au mariage, où l'épouse prend également un nom nouveau. Ce thème se retrouve dans quasiment tous les contes avec des animaux donateurs et jusque dans les autres contes mettant en scène un chat, le pauvre Pippo devenant Gagliuso et Constantin devenant « le fortuné ».
L'animal tient alors un rôle d'ambassadeur, de héraut et de champion du roi, dont il n'est finalement qu'une extension des pouvoirs. Ce dernier lui doit par ailleurs reconnaissance, dans son propre intérêt et celui du peuple. Pierre Saintyves en conclut que le Chat botté « se rattachait fort vraisemblablement au rituel d'instauration des anciens prêtres-rois des sociétés primitives et servait, sans doute, à rappeler au souverain l'importance des devoirs magico-religieux de sa charge ». Pour le peuple, le roi se confondait parfois avec son animal gardien dans un rôle de bienfaiteur, et ce dernier était considéré comme le garant de la prospérité du pays, du peuple, voire du roi lui-même. Des liens étroits sont en effet mis en avant entre le roi et son animal dans les contes, et quelquefois, la condition même de royauté dépend de l'animal : dans un conte nubien, le renard qui a aidé un pauvre jeune homme à devenir sultan affronte l'ingratitude de ce dernier et s'enfuit, le sultan finissant par retourner à sa condition primitive. De plus, le peuple peut prendre le relais et honorer l'animal floué par le roi récemment investi. Dans ce cas, les morales des contes s'expliquent par les strictes obligations du roi envers l'animal ou la bête protectrice de sa tribu.
Ce thème peut être mis en relation avec le système tripartite indo-européen, où le roi doit incarner et transcender les trois fonctions : sacerdotale, guerrière et productive. Or, ces fonctions sont présentes dans le Chat botté à travers le mariage royal, le combat contre l'ogre et la scène des moissonneurs. Une analyse veut que le fils du meunier supplante le roi dont il épouse la fille puisque ce dernier est incapable d'assumer la fonction productive : ses terres sont sous l'emprise des forces chaotiques de la nature symbolisées par l'ogre.

### Aspect initiatique
Armand Langlois voit le conte comme un récit initiatique et philosophique, où le chat serait la force vive que le meunier aurait héritée de son père, cette force lui permettant de se réaliser. Le XVIIe siècle mystique et cherchant à digérer les débordements de la Renaissance rend cette hypothèse acceptable. Le Chat botté aurait été réécrit par Perrault dans un but d'éducation, mais aussi par le biais du message codé. Chaque action du chat ou du meunier semble être une étape vers la réalisation de soi, vers la perfection et la vérité universelle, et vers la connaissance. Cette force vive est activée par la confection de bottes, puis la fausse mort avec la scène de la noyade, puis la purification et la renaissance via le don d'habits royaux, puis par la lutte contre les forces obscures du microcosme et du macrocosme dans le combat contre l'ogre (qui rappelle un combat alchimique). Toutes ces actions sont dans la logique d'un parcours initiatique.

### Les morales
Charles Perrault a revu tous les contes populaires qu'il a collectés en leur insufflant une morale, et comme beaucoup de récits et d'œuvres d'art de cette époque, ils possèdent une seconde approche plus symbolique. Toutefois, la morale et la symbolique du Chat botté sont ambiguës et ont donné lieu à bien des interprétations. Emmanuel Cosquin voyait en 1895 dans la morale du Chat botté un thème indien, celui de la reconnaissance des animaux opposée à l'ingratitude des hommes, à mettre en relation avec d'autres contes similaires où l'animal donateur est mal récompensé, et que l'on trouve aussi bien dans le Caucase, chez les Swahilis, en Nubie ou en Italie. Pierre Saintyves réfute toutefois cette hypothèse au regard de nouvelles découvertes sur les contes.
Maria Tatar pense que les morales introduites par Perrault sont étranges au vu de la narration, ou hors sujet. La première morale explique au lecteur que le travail et l'ingéniosité sont préférables à la fortune obtenue dès la naissance, mais elle est démentie par le fait que le fils du meunier n'ait jamais travaillé ni utilisé son talent pour obtenir la main de la princesse. La seconde morale souligne la vulnérabilité des femmes aux apparences : de beaux vêtements et un visage plaisant sont suffisants pour gagner leur cœur. Les moralités sont souvent absentes des éditions modernes. Une théorie serait que ces moralités ajoutées à la première version du conte soient un jeu de lecture lettrée. Le Chat botté figurerait alors la rivalité de deux conteurs : le Chat menteur et le narrateur.

## Adaptations
Les contes de Perrault ont été adaptés maintes fois, sur de nombreux médias différents au cours des siècles.

### Arts graphiques et imagerie
Tous les contes de Perrault ont donné naissance à une abondante imagerie dès 1790, mais c'est surtout au milieu du XIXe siècle que le genre se développe, et tous les centres imagiers français exploitent alors les contes de Perrault qui leur assurent toujours un grand succès. Au cours du XIXe siècle, de nombreuses lithographies inspirées des Contes de ma mère l'Oye paraissent. Ces compositions littéraires et artistiques, souvent décriées par les chercheurs car ne respectant pas le texte de Perrault, témoignent du succès des contes et notamment du Chat botté, quoique moins représenté que Cendrillon ou le Petit Chaperon rouge. Des gravures et histoires mettant en scène l'ensemble des personnages des contes de Perrault mêlent le Chat botté avec le petit chaperon rouge ou l'Oiseau bleu,. Les diverses éditions du Chat botté ont en outre inspiré de célèbres dessinateurs spécialisés dans les contes, notamment le Français Gustave Doré et l'Anglais Walter Crane (qui représente le Chat de couleur noire) ou encore l'Allemand Carl Offterdinger, mais aussi des peintres.

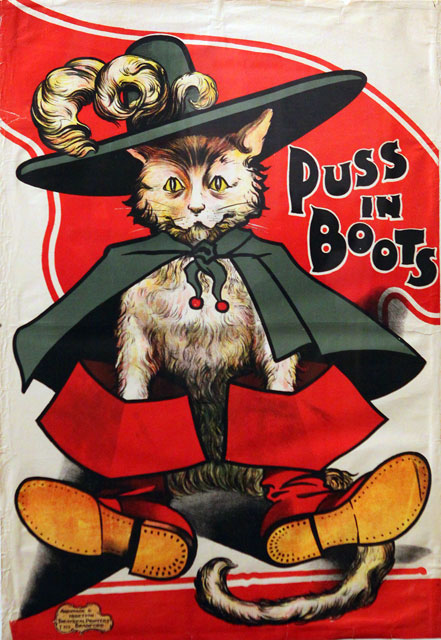
Poster anglais représentant le Chat botté à la fin du XIXe ou au début du XXe siècle. Auteur inconnu.
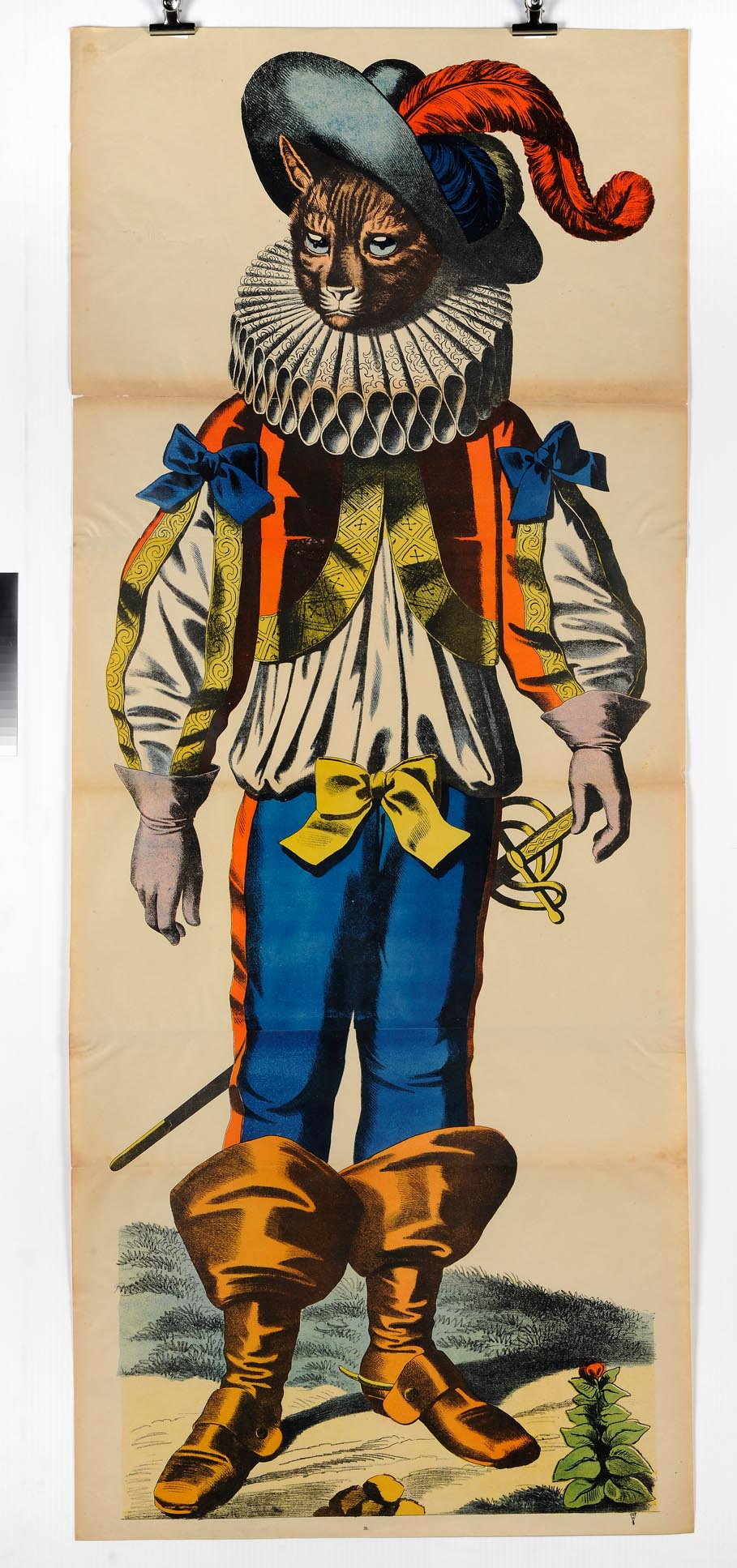
Le chat botté, Imagerie populaire de Wissembourg.
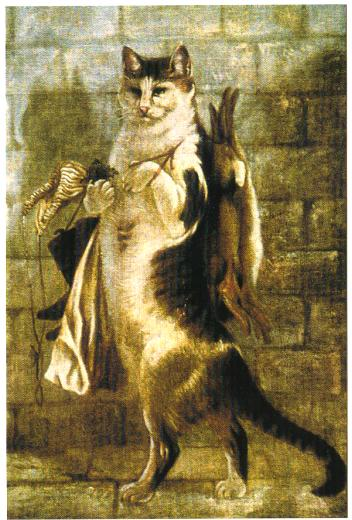
Le chat s'en va offrir du gibier au roi, peinture de Gertrude Jekyll en 1869.

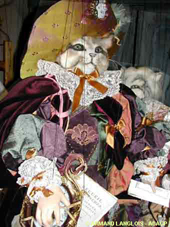
Chat botté horloger Assemblage de Janie Langlois (1999).

### Arts plastiques

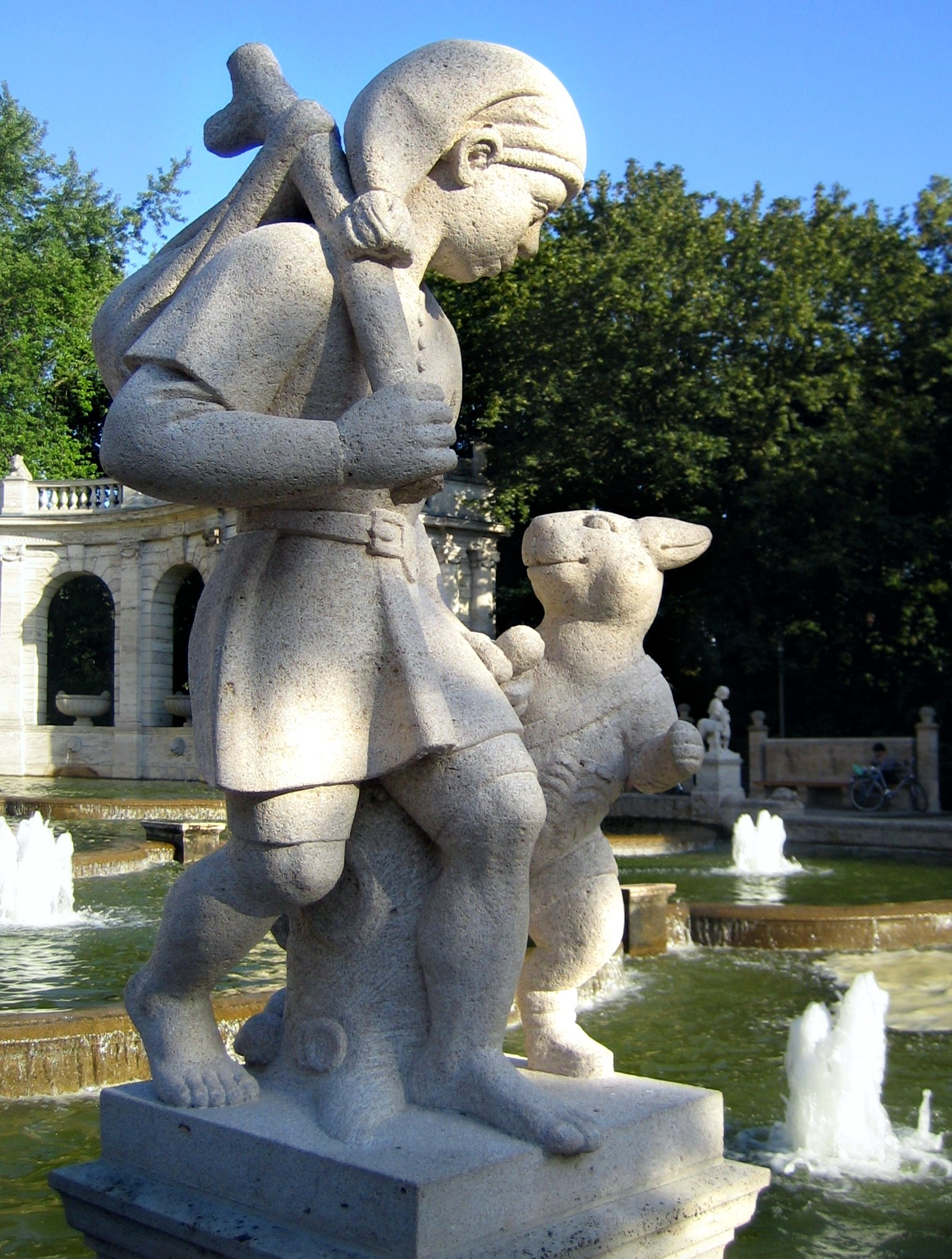
Der gestiefelte Kater, sculpture d'Ignatius Taschner dans le parc de Friedrichshain à Berlin.

Une statue de marbre dédiée à Charles Perrault au Jardins des Tuileries par Gabriel Edouard Baptiste Pech (1908), représente un groupe de danseurs accompagné d'un chat botté.
À Berlin, une sculpture d'Ignatius Taschner représentant le chat botté et le marquis de Carabas figure parmi celles qui ornent la Fontaines des contes dans le parc de Friedrichshain.
À la fin du XXe siècle, Janie Langlois et Armand Langlois ont créé plusieurs œuvres d'assemblage et de luxueuses marionnettes à fils pour Venise et New York sur le thème du Chat botté. Plusieurs de ces œuvres sont la propriété du château de Breteuil.
Robert Tatin a représenté Leonor Fini sous la forme d'un chat botté.
Un chat botté en résine de polyester est sculpté par Stéphane Deleurence pour la ville de Villeneuve d'Ascq en 1983.

### Chansons populaires
En 1811, le marquis de Carabas était le héros d'une chanson célèbre de M. Bérenger. Un pot-pourri du Chat botté en 24 couplets est attesté en 1862.

### Spectacle vivant

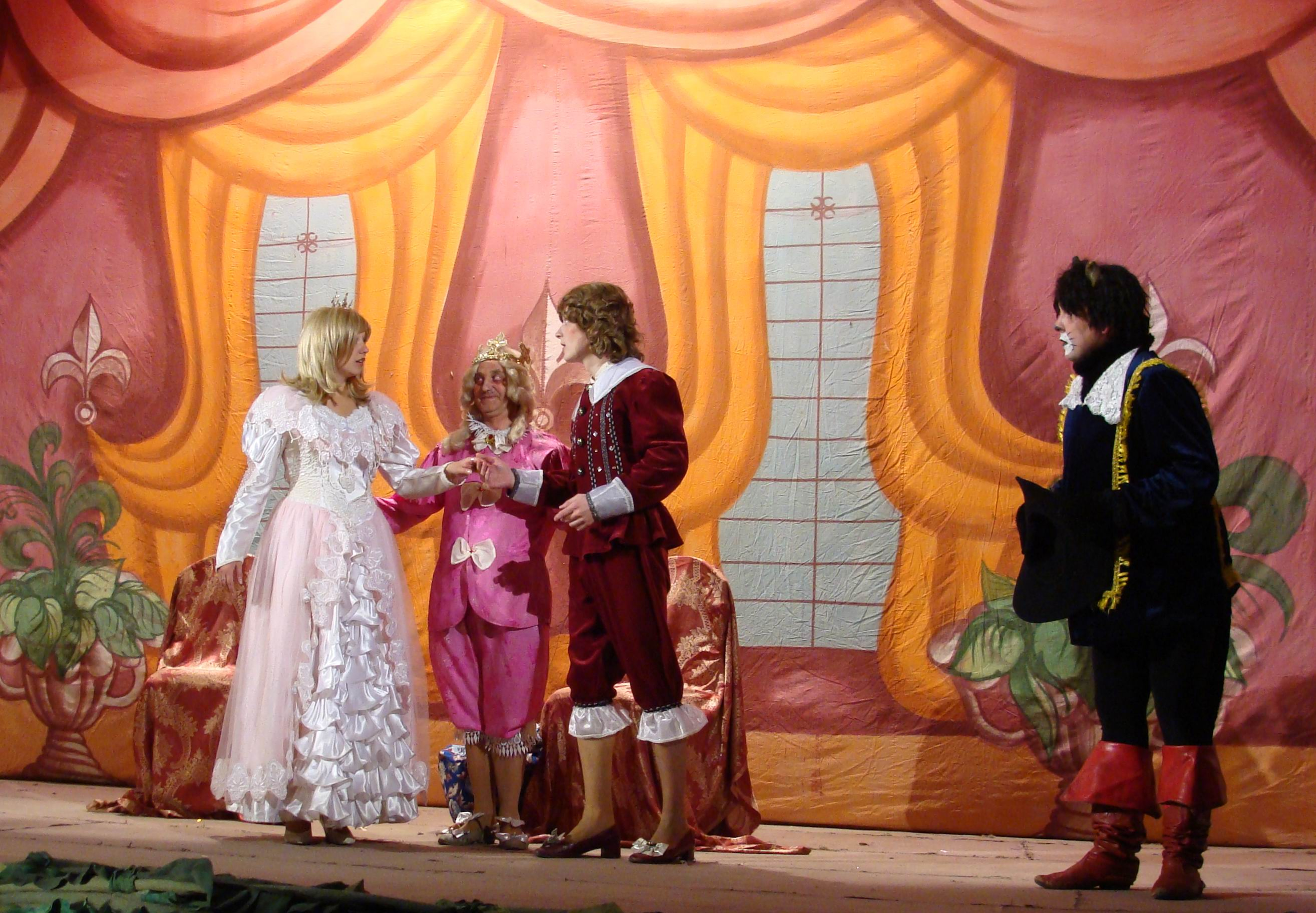
Le Chat botté (à droite) dans La Belle au bois dormant de Tchaïkovski.

Les adaptations théâtrales des contes de Perrault sont nombreuses, en particulier au cours du XIXe siècle. Le respect de l'œuvre originale est souvent très approximatif, le but étant surtout d'en faire un spectacle visuel. La pièce Le Marquis de Carabas, ou le Chat Botté, féerie en deux actes de MM. Brazier et Simonnin, était représentée à la Gaîté au début d{par une petite fille. Un Chat Botté fut également joué au Vaudeville, et au petit théâtre de M. Comte. Des scènes de théâtre de papier sont développées sur le thème du Chat botté, notamment par le centre imagier d'Épinal.
Le Chat botté apparaît avec le Chat Blanc dans le troisième acte de La belle au bois dormant de Tchaïkovsky, « Pas de caractère ». Sans être le personnage principal de l'histoire, le Chat figure dans la comédie musicale de Chantal Goya, La Planète merveilleuse, en 1982.
Xavier Montsalvatge a composé en 1947 un opéra en un acte et cinq scènes El Gato con Botas (es) sur un livret de  Néstor Luján.
Adaptation lyrique en 2010 Compagnie Lyrique les Monts du Reuil, Le chat botté, conte de Charles Perrault, musique de Mouret, Jean Barrière, Pancrace Royer, Duny, Jean-Louis Laruette, représenté à l'Opéra de Reims, Opéra-théâtre de Metz, Opéra de Tours.

### Littérature
Ludwig Tieck publia, dans le même ouvrage que Barbe-Bleue, une satire dramatique du conte, sous le titre Der gestiefelte Kater. Beaucoup plus récemment, un détournement du conte original figure dans le recueil des Comptines assassines de Pierre Dubois. Le Chat botté y est un tueur en série qui assassine des handicapés, et décide un jour de partir pour Lourdes. Le personnage du marquis de Carabas est également repris dans le roman fantastique Neverwhere de Neil Gaiman ; il y est Noir, ambigu et manipulateur. Une version revisitée du conte original est parue en 2020, Le Marquis de Carabas et son chat botté de Olin Torvingen; dans cette version, le Marquis est une femme essayant de se libérer de sa condition. Le chat, quant à lui, est manipulateur et misogyne.

### Cinéma et télévision
Au cinéma, Lucien Nonguet réalise dès 1903 le film muet Le Chat botté. En 1918, sort Le Chat botté de John W. Brunius. Walt Disney produit Puss in Boots, un court métrage en noir et blanc de 1922. Le Chat botté (japonais : 長靴をはいた猫 Nagagutsu o haita Neko) est une adaptation en film d'animation par le réalisateur japonais Kimio Yabuki en 1969. Le conte a été adapté dans un épisode de la série d'animation Simsala Grimm,. Les films d'animation Shrek 2, Shrek le troisième et Shrek 4, ainsi qu'un film homonyme, mettent en scène le personnage du Chat potté, dont le nom est lié à un problème de traduction : le chat signant un « P » à la pointe de son épée, P comme Puss in boots (Chat botté en anglais). Pour respecter ces initiales, les traducteurs ont dû faire une entorse au nom du chat dans la version française. En 2009, La Véritable Histoire du chat botté est un film d'animation réalisé par Jérôme Deschamps, Pascal Hérold et Macha Makeïeff et adapté en bande-dessinée.
En 2009  dans un épisode de la série allemande Six en Une Fois (Sechs auf einen Streich) ou Les contes de Grimm : dans ce téléfilm le chat se nomme Minouche et a le pouvoir de prendre l'apparence humaine ; il est interprété par l acteur Roman Knizka.
Sans être véritablement le sujet principal de l'histoire, le Chat botté fait une apparition dans un épisode télévisé du Faerie Tale Theatre avec Ben Vereen et Gregory Hines dans les années 1980 ou encore dans le quatrième épisode du jeu vidéo téléchargeable nommé American McGee's Grimm d'American McGee en 2008.
De plus, plusieurs producteurs et réalisateurs soviétiques et russes ont réalisé des films inspirés par ce conte comme :
- Le Chat Botté (ru), sorti en 1938 et réalisé par Valentina Semionovna Broumberg (ru) et Zinaïda Semionovna Broumberg (ru)
- Les Nouvelles Aventures du chat botté (en russe : Новые похождения Кота в сапогах), sorti le 27 mai 1958 et réalisé par Alexandre Rou
- Le Chat Botté (ru), sorti en 1968 et réalisé par Valentina Semionovna Broumberg (ru) et Zinaïda Semionovna Broumberg (ru)
- À propos d'un chat... (ru) sorti le 8 février 1987 à la télévision et réalisé par Sviatoslav Igorevitch Tchekine (ru)
- Le Chat botté, (en russe : Кot в сапогах) sorti en 1995 et réalisé Garri Bardine
- Le Chat Botté[83] (en russe : Кот в сапогах), sorti le 1er janvier 1997 à la télévision et réalisé par Aleksandr Romanovitch Davydov (ru)

### Bande dessinée
Plusieurs adaptations directes en bande dessinée ont été réalisées, notamment par Dino Battaglia en 1975 ou Jean-Luc Loyer en 2003.
D'autres œuvres sont inspirées du conte telles Les Nouvelles Aventures du Chat botté de Nancy Peña (2006-2012, 6 Pieds sous terre), La Véritable Histoire du Chat botté de Tarek et Aurélien Morinière (2009, EP Jeunesse), La Prophétie du Chat botté de Ced (2009, Makaka) ou Robilar de David Chauvel et Sylvain Guinebaud (2020, Delcourt). Le Chat botté est par ailleurs un personnage secondaire de la série Garulfo d'Alain Ayroles et Bruno Maïorana (1995-2002, Delcourt).

### Textes complets sur Wikisource
- Le Maistre chat ou le Chat botté, éditions Barbin, 1697
- Le Maître chat ou le Chat botté, édition Léon Curmer de 1843
- Les Contes de ma mère l’Oye avant Perrault, Le Maître chat ou le Chat botté, version moderne de Charles Deulin, 1879
- Le Chat Botté, édition québécoise de 1886
- Le Maître chat ou le Chat botté, édition de 1902